# سياسة التأشيرات في روسيا

تأشيرة عبور روسية مع أختام دخول وخروج في جواز سفر سويدي

تتعلق سياسة التأشيرات في روسيا بالمتطلبات التي تفرضها على المواطنين الأجانب لدخول روسيا.
لدى روسيا اتفاقيات مع العديد من البلدان التي يُعفى مواطنوها من التأشيرة، على الرغم من أن الحصول على تصريح سفر إلكتروني مع رمز استجابة سريعة من تطبيق الهاتف المحمول غوسوغولي مطلوب في هذه الحالات. إذا كانت التأشيرة مطلوبة، فاعتمادًا على بلد المنشأ، قد يتمكن بعض الأشخاص من الحصول على تأشيرة إلكترونية (e-Visa)؛ بينما يجب على آخرين التقدم بطلب للحصول على تأشيرة في إحدى البعثات الدبلوماسية الروسية أو مركز التأشيرات. يجوز لحامل تأشيرة لدخول بيلاروسيا أيضًا دخول روسيا بهذه التأشيرة.
على الرغم من العقوبات الدولية خلال الغزو الروسي لأوكرانيا، تواصل روسيا إصدار التأشيرات لمواطني جميع البلدان. اعتمادًا على بلد المنشأ، عند أي نقطة عبور حدودية، قد يتم استجواب الأجانب، وأخذ القياسات الحيوية الخاصة بهم، بما في ذلك بصمات الأصابع والصور، ويخضعون لتفتيش الأمتعة ومحتوى الهاتف المحمول، بما في ذلك قوائم جهات الاتصال، والمراسلات، والمشاركات على وسائل التواصل الاجتماعي. يركز الضباط على التواصل مع الأوكرانيين، وأي آراء حول السياسة والغزو الروسي لأوكرانيا.
تشمل أنواع التأشيرات المتاحة للإصدار: الخاصة، والتجارية، والسياحية، والتعليمية، والعمل، والعبور، والإنسانية، والخدمية، والدبلوماسية. تعتمد مدة وشروط التأشيرات على جنسية المستلم وظروف شخصية أخرى.
التأشيرة الروسية هي وثيقة مقروءة آليًا، يتم لصقها على صفحة في جواز سفر حاملها. تُشار إلى جميع الحقول باللغتين الروسية والإنجليزية، ولكن يتم ملؤها باللغة الروسية فقط. يظهر اسم حاملها في كل من الأبجدية الرومانية والكتابة السيريلية.
للتقدم بطلب للحصول على تأشيرة، يلزم وجود جواز سفر، صورة جواز سفر، خطاب دعوة سياحي (يمكن شراؤه عبر الإنترنت)، ونموذج طلب مكتمل مطبوع على ورق A4.
لدى روسيا 380 نقطة تفتيش حدودية. يُحظر من قبل الاتحاد الأوروبي (EU) نقل أي كمية من عملة دول الاتحاد الأوروبي، بما في ذلك اليورو، مباشرة إلى روسيا من دول الاتحاد الأوروبي مثل إستونيا ولاتفيا.
القرم تحت السيطرة الروسية بحكم الأمر الواقع، وتنطبق سياسة التأشيرة الروسية للسفر إلى القرم. دونيتسك، خاركيف، خيرسون، لوهانسك، وزاباروجيا معترف بها دوليًا كجزء من أوكرانيا، وعلى الرغم من أنها تحت سيطرة روسيا جزئيًا أو أحيانًا، فإن سياسة التأشيرات في أوكرانيا تنطبق على السفر إلى هذه المناطق.

## خريطة سياسة التأشيرات

روسيا (بما في ذلك الأراضي الأوكرانية المحتلة)
حرية التنقل
لا تتطلب تأشيرة (90 يومًا)
لا تتطلب تأشيرة (60 يومًا)
لا تتطلب تأشيرة (30 يومًا)
لا تتطلب تأشيرة (14 يومًا)
لا تتطلب تأشيرة للمجموعات السياحية (15 يومًا) / تأشيرة إلكترونية (30 يومًا)
تأشيرة إلكترونية (30 يومًا)
تأشيرة مطلوبة

## حاملو جوازات السفر العادية

### التأشيرة الإلكترونية (e-Visa)
يمكن لمواطني 64 دولة ومنطقة التالية الحصول على تأشيرة إلكترونية، التي تسمح بالدخول لمدة تصل إلى 30 يومًا حتى 120 يومًا بعد الإصدار.
| - جميع الدول الأعضاء في الاتحاد الأوروبي \| - البحرين - باربادوس - بوتان - كمبوديا - الصين - إسواتيني - آيسلندا - الهند - إندونيسيا - إيران \| - اليابان - الأردن - كينيا - الكويت - ليختنشتاين - ماليزيا - المكسيك - موناكو - ميانمار - كوريا الشمالية \| - مقدونيا الشمالية - النرويج - عُمان - بابوا غينيا الجديدة - الفلبين - سانت لوسيا - سان مارينو - السعودية - سنغافورة - سويسرا \| - تايوان - تونغا - ترينيداد وتوباغو - تركيا - تركمانستان - الفاتيكان - فيتنام - زيمبابوي \| \| | | |                                                                                          |  |
| - البحرين - باربادوس - بوتان - كمبوديا - الصين - إسواتيني - آيسلندا - الهند - إندونيسيا - إيران | - اليابان - الأردن - كينيا - الكويت - ليختنشتاين - ماليزيا - المكسيك - موناكو - ميانمار - كوريا الشمالية | - مقدونيا الشمالية - النرويج - عُمان - بابوا غينيا الجديدة - الفلبين - سانت لوسيا - سان مارينو - السعودية - سنغافورة - سويسرا | - تايوان - تونغا - ترينيداد وتوباغو - تركيا - تركمانستان - الفاتيكان - فيتنام - زيمبابوي |  |

| - أباكان - أنادير - أرخانغلسك - أستراخان - بارناول - بيلغورود - بريانسك - فلاديفوستوك - فلاديكافكاز (بيسلان) - فولغوغراد - غروزني | - يكاترينبورغ - إيركوتسك - قازان - كالينينغراد - كالوغا - كيميروفو - كراسنودار - كراسنويارسك - ليبيتسك - ماخاتشكالا | - مينراليني فودي - موسكو – دوموديدوفو - موسكو – شيريميتييفو - موسكو – فنوكوفو - موسكو – جوكوفسكي - مورمانسك - نالتشيك - نيجني نوفغورود - نوفوسيبيرسك - أومسك | - أورينبورغ - بيرم - بيتروبافلوفسك-كامتشاتسكي - روستوف-نا-دونو - سامارا - سانت بطرسبرغ - ساراتوف - سوتشي (أدلر) - سيكتيفكار - تومسك | - تيومين - أولان-أودي - أوليانوفسك - أوفا - خاباروفسك - تشيبوكساري - تشيليابينسك - تشيتا - يوجنو-ساخالينسك - ياروسلافل |  |

| - كالينينغراد - كاندالاكشا - كورساكوف - ماغادان - مورمانسك - نيكولاييفسك-نا-أموري - بيتروبافلوفسك-كامتشاتسكي | - بوسيت - الميناء العظيم لسانت بطرسبرغ - سانت بطرسبرغ – ميناء الركاب - سوتشي - فلاديفوستوك – محطة الركاب البحرية - فلاديفوستوك – زاروبينو - فيسوتسك |  |

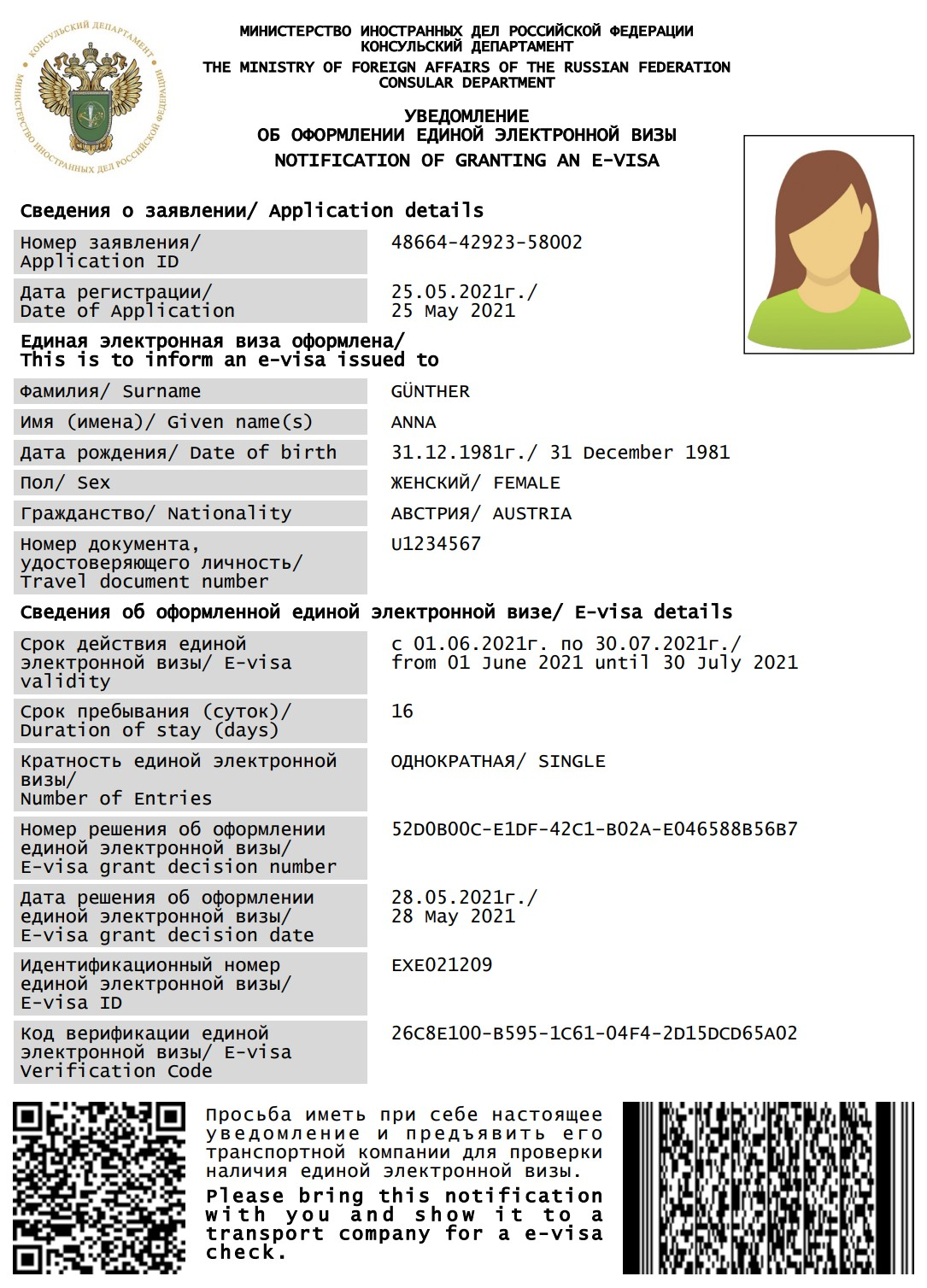
نموذج لإشعار الموافقة على تأشيرة إلكترونية روسية

يمكن لمواطني 18 دولة التقدم بطلب للحصول على تأشيرة إلكترونية لزيارة مناطق في المنطقة الفدرالية للشرق الأقصى.
يمكن لمواطني 54 دولة التقدم بطلب للحصول على تأشيرات أعمال، إنسانية، وسياحية لدخول واحد لزيارة منطقة كالينينغراد.

### الدول المعفاة من التأشيرة
يمكن لحاملي جوازات السفر العادية من الدول والمناطق التالية دخول روسيا دون تأشيرة للفترات الزمنية المحددة أدناه.
يجب على المواطنين المعفيين من الحصول على التأشيرة الحصول على تصريح سفر إلكتروني مع رمز QR من تطبيق الهاتف المحمول غوسوغولي.
يُحظر إعادة تعيين الفترة المسموح بها عن طريق المغادرة وإعادة الدخول إلى البلاد.
يمكن للمواطنين الأجانب من الدول المعفاة من التأشيرة الإقامة لمدة 90 يومًا فقط خلال أي فترة سنة تقويمية واحدة، ما لم ينص على خلاف ذلك في اتفاقية دولية أو تشريع روسي.
| - روسيا البيضاء | - أوسيتيا الجنوبيةIP | - أوكرانياID |  |

| - أبخازياIP - أندورا2 - أنتيغوا وباربودا1 - الأرجنتين1 - أرمينيا3 - أذربيجان3 - بليز1 - بوليفيا1 - البرازيل1 - تشيلي1 - كولومبيا1 | - كوستاريكا1 - كوبا1 - دومينيكا1 - الإكوادور1 - إلسالفادور1 - فيجي3 - جورجيا3 - غرينادا1 - غواتيمالا1 - غيانا1 - هندوراس1 | - إسرائيل1 - جامايكا4 - كازاخستان3 IDKZ - قرغيزستان3 ID - المالديف3 - مولدوفا3 - ناميبيا1 - نيكاراغوا1 - بنما1 - باراغواي1 - بيرو1 | - قطر1 - سانت كيتس ونيفيس1 - سانت فينسنت والغرينادين1 - جنوب أفريقيا3 - سورينام1 - طاجيكستان3 - الإمارات العربية المتحدة1 - أوروغواي1 - أوزبكستان3 - فانواتو3 - فنزويلا1 |  |

| - الرأس الأخضر3 - جمهورية الدومينيكان5 | - موريشيوس1 - ساموا3 | - كوريا الجنوبية1 |  |

| - البوسنة والهرسك6 - بوتسوانا2 - لاوس | - ماكاو - منغوليا1 - الجبل الأسود | - مقدونيا الشمالية - بالاو - صربيا | - سيشل - تايلاند |  |

| - بروناي | - هونغ كونغ | - ناورو |  |

ID - يمكن الدخول ببطاقة هوية وطنية بدلًا من جواز السفر.

IDKZ - يمكن الدخول ببطاقة هوية وطنية بدلًا من جواز السفر إذا كان الوصول مباشرة من كازاخستان.

IP - يمكن الدخول بجواز سفر داخلي.

1 - 90 يومًا خلال أي فترة 180 يومًا.

2 - 90 يومًا خلال أي فترة 365 يومًا.

3 - 90 يومًا خلال أي فترة سنة تقويمية واحدة.

4 - 90 يومًا خلال أي فترة سنة واحدة.

5 - 60 يومًا خلال أي فترة 180 يومًا.

6 - 30 يومًا خلال أي فترة 60 يومًا.
| تاريخ التغييرات في التأشيرة |
| --- |
| لم يطلب مواطنو أرمينيا وأذربيجان وبيلاروسيا وكازاخستان وقرغيزستان ومولدوفا وطاجيكستان وأوكرانيا وأوزبكستان تأشيرة لدخول الاتحاد الروسي. - 29 يوليو 1994: كوبا - 24 مارس 2007: تايلاند - 17 يونيو 2008: إستونيا ولاتفيا (لحاملي جواز السفر الأجنبي وجواز السفر غير المواطن) (استئناف) - 20 سبتمبر 2008: إسرائيل - 31 أكتوبر 2008: مقدونيا الشمالية - 21 نوفمبر 2008: الجبل الأسود - 6 مارس 2009: فنزويلا - 10 يونيو 2009: صربيا - 29 يونيو 2009: الأرجنتين - 1 يوليو 2009: هونغ كونغ - 7 يونيو 2010: البرازيل - 3 يوليو 2010: نيكاراغوا - 18 يناير 2011: تشيلي - 13 مارس 2011: كولومبيا - 25 أبريل 2011: أوسيتيا الجنوبية - 26 أبريل 2011: أبخازيا - 21 يونيو 2011: بيرو - 27 ديسمبر 2011: الأوروغواي - 29 فبراير 2012: غواتيمالا - 30 سبتمبر 2012: ماكاو - 24 نوفمبر 2012: الإكوادور - 1 مايو 2013: البوسنة والهرسك - 29 يوليو 2013: فيجي - 1 يناير 2014: كوريا الجنوبية - 20 أكتوبر 2014: باراغواي - 14 نوفمبر 2014: منغوليا (استئناف بشروط مختلفة) - 8 فبراير 2015: بنما - 14 مايو 2015: ناورو - 11 يوليو 2015: هندوراس - 27 نوفمبر 2015: غيانا - 14 ديسمبر 2015: سيشل - 10 أبريل 2016: موريشيوس - 27 أغسطس 2016: السلفادور - 3 أكتوبر 2016: بوليفيا - 21 أكتوبر 2016: فانواتو - 30 مارس 2017: جنوب أفريقيا - 9 يوليو 2017: ساموا - 21 نوفمبر 2017: سانت كيتس ونيفيس - 2 ديسمبر 2017: لاوس - 24 ديسمبر 2017: غرينادا - 8 يناير 2018: بروناي - 27 نوفمبر 2018: جامايكا - 27 ديسمبر 2018: بالاو - 7 يناير 2019: سانت فنسنت والغرينادين - 14 يناير 2019: دومينيكا - 17 فبراير 2019: الإمارات العربية المتحدة - 13 مايو 2019: سورينام - 25 مايو 2019: كوستاريكا - 25 يوليو 2019: جزر المالديف - 8 أكتوبر 2019: بوتسوانا - 22 أكتوبر 2019: أنتيغوا وباربودا - 23 فبراير 2020: قطر - 4 يوليو 2020: الرأس الأخضر - 25 نوفمبر 2020: أندورا - 15 ديسمبر 2020: جمهورية الدومينيكان - 2 أغسطس 2021: ناميبيا - 12 يناير 2022: بليز - 10 مايو 2023: جورجيا (استئناف) - 10 أكتوبر 2024: جورجيا (غير محدود طوال مدة الدراسة أو العمل) تم الإلغاء: بصفتها الاتحاد السوفيتي: - ألمانيا الشرقية: 1990 بصفتها الاتحاد الروسي: - إستونيا ولاتفيا: 12 مايو 1993 - فيتنام: 20 فبراير 1994 - ليتوانيا: 19 أبريل 1994 - منغوليا: 5 مايو 1995 (استئناف بشروط مختلفة في عام 2014) - كوريا الشمالية: 22 مايو 1997 - تركمانستان: 17 يوليو 1999 - سلوفينيا: 1 ديسمبر 1999 - جمهورية التشيك: 29 مايو 2000 - جورجيا: 3 ديسمبر 2000 (استئناف في عام 2023) - إستونيا ولاتفيا (لحاملي جواز السفر الأجنبي وجواز السفر غير المواطن): 1 يناير 2001 (استئناف في عام 2008) - سلوفاكيا: 1 يناير 2001 - المجر: 14 يونيو 2001 - بلغاريا: 7 مايو 2002 - بولندا: 1 أكتوبر 2003 - قبرص: 1 يناير 2004 - رومانيا: 1 مارس 2004 - كرواتيا: 31 مارس 2013 - تركيا: 1 يناير 2016 |

### إعفاءات تأشيرة دخول أخرى

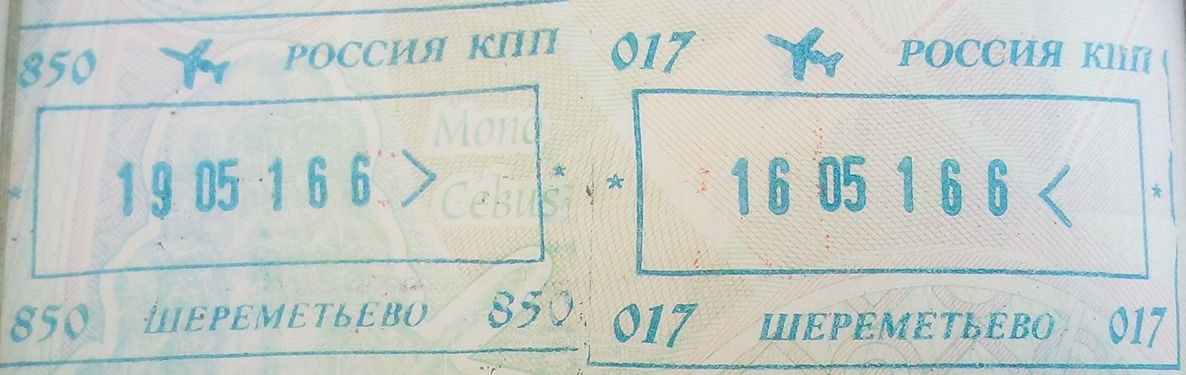
ختم دخول في الاتحاد الروسي صادر في مطار شيريميتيفو

#### الاندماج الاقتصادي والمعاهدات الدولية
توفر الشراكات التالية قواعد دخول خاصة لمواطني بعض الدول:
- الدولة الاتحادية لروسيا وبيلاروسيا (مواطنو بيلاروسيا)
- الفضاء الاقتصادي الموحد للاتحاد الاقتصادي الأوراسي (مواطنو أرمينيا، وبيلاروسيا، وكازاخستان، وقيرغيزستان)
- ترتيبات حقوق التنقل لرابطة الدول المستقلة (مواطنو الدول الحالية والسابقة في رابطة الدول المستقلة، بما في ذلك أوكرانيا وجورجيا، ولكن ليس تركمانستان)

#### مجموعات السياحة من إيران أو الصين
| - الصين - إيران | يمكن لمواطني الصين زيارة روسيا بدون تأشيرة لمدة تصل إلى 15 يوماً، كما يمكن لمواطني إيران زيارة روسيا بدون تأشيرة لمدة تصل إلى 15 يوماً خلال رحلة واحدة، ولكن بما لا يتجاوز 90 يوماً خلال أي فترة مدتها 180 يوماً، إذا كانت الزيارة ضمن مجموعة سياحية من 5 إلى 50 شخصاً برفقة ممثل عن شركة سياحة مسجَّلة في كلا البلدين (روسيا-الصين، روسيا-إيران). |

#### الاعتراف المتبادل بالتأشيرات بين روسيا وبيلاروسيا
يمكن لحاملي تأشيرة سارية المفعول أو تصريح إقامة في بيلاروسيا أو روسيا، ووثيقة هوية معترف بها بشكل متبادل، دخول كلا البلدين خلال فترة صلاحية التأشيرة. في الحالات التي يكون فيها أحد البلدين لديه نظام إعفاء من التأشيرة بينما يتطلب الآخر تأشيرة، يجب على الشخص أن يحمل كلّاً من وثيقة الهوية وتأشيرة للبلد الآخر.
يحق للأجانب الحاصلين على الإقامة الدائمة المؤقتة أو وثيقة لحضور فعالية دولية، الدخول والخروج والإقامة والعبور دون تأشيرة خلال فترة صلاحية وثائقهم.
يتم حساب مدة الإقامة بدءاً من دخول أحد البلدين من دولة ثالثة.
لا تنطبق التأشيرة المشتركة على الأفراد الممنوعين من دخول أي من البلدين. ويحتفظ المسؤولون بالحق في رفض الدخول أو تقليص مدة الإقامة لأي أجنبي أو شخص عديم الجنسية، وكذلك في التحقق من الالتزام بقوانين الدخول أو الخروج أو العبور أو الإقامة.
يسمح بالعبور بين بيلاروسيا وروسيا براً فقط عند نقاط العبور الحدودية الدولية الست التالية:
- يوهوفيتشي – دولوسي (أبوتشكا – نوفوبولوتسك)
- يزيريششي – نيفل (كييف – سانت بطرسبرغ)
- ليوزنو – كراغلوفكا (فيتبسك – سمولينسك)
- ريدكي – كراسنيا غوركا (مينسك – موسكو)
- زفينشاتكا – دوبوفيتشكا (بوبرويسك – موسكو)
- سيليششي – نوفوزيبكوف (غوميل – بريانسك)

#### زيارات بدون تأشيرة لمدة تصل إلى 72 ساعة لركاب السفن السياحية والعبّارات
يمكن للسياح الدوليين القادمين بالعبّارات المنتظمة عبر عدة موانئ البقاء في روسيا دون تأشيرة لمدة تصل إلى 72 ساعة، شريطة أن يقضوا الليل على متن السفينة أو في أماكن إقامة معتمدة خصيصاً من وكالة السفر.
بالإضافة إلى ذلك، يمكن للسياح القادمين على متن سفن الرحلات السياحية مغادرة السفينة دون تأشيرة في جولات تنظمها أي شركة سياحة محلية معتمدة، عند دخول روسيا عبر موانئ أنادير، كالينينغراد، كورساكوف، نوفوروسيسك، مورمانسك، سيفاستوبول، سوتشي، سانت بطرسبرغ (الميناء الكبير لسانت بطرسبرغ وميناء ركاب سانت بطرسبرغ), فلاديفوستوك، فيبورغ، زاروبينو.

#### زيارات بدون تأشيرة إلى دائرة تشوكوتكا الذاتية الحكم لسكان ألاسكا الأصليين
- الولايات المتحدة - لا يحتاج سكان ألاسكا من أبناء السكان الأصليين إلى تأشيرة لزيارة أوكروغ تشوكوتكا الذاتية إذا كان لديهم أقارب (أقارب بالدم، أو من نفس القبيلة، أو من السكان الأصليين الذين يتشابهون في اللغة والتراث الثقافي) في تشوكوتكا. يجب أن تتم دعوة الأفراد من قبل قريب في تشوكوتكا، ويجب عليهم مغادرة تشوكوتكا خلال 90 يوماً. نقاط الدخول هي في أنادير، بروفيدينيا، لافرينتيا وأويلين.[71] تم توقيع الاتفاقية بين الاتحاد السوفيتي والولايات المتحدة في 23 سبتمبر 1989، ولكن دخلت حيز التنفيذ في 17 يوليو 2015 بعد تصديق الولايات المتحدة عليها.[72]

#### زيارات بدون تأشيرة إلى المناطق الحدودية لسكان لاتفيا
- لاتفيا - يمكن لسكان المناطق الحدودية في لاتفيا الذين لديهم تصريح للتنقل الحدودي المحلي زيارة المناطق الحدودية في روسيا بدون تأشيرة.[73][74][75]

| الإقليم المشمول بالاتفاقية مع لاتفيا | الإقليم المشمول بالاتفاقية مع لاتفيا | الإقليم المشمول بالاتفاقية مع لاتفيا |
| ------------------------------------ | ------------------------------------ | --- |
| لاتفيا                               | بلدية ألوكسنه                        | أبرشية ألسفيكي، مدينة ألوكسنه، أبرشية آنا، أبرشية جاونالوكسنه، أبرشية جاونانا، أبرشية جاونلايسينه، أبرشية ليبنا، أبرشية ماليينا، أبرشية مالوبي، أبرشية ماركالنه، أبرشية بيديدزه، أبرشية فيكلايسينه، أبرشية زيميري. |
| لاتفيا                               | بلدية بالتينافا                      | |
| لاتفيا                               | بلدية بالفي                          | أبرشية بالفي، مدينة بالفي، أبرشية بيرزكالنه، أبرشية بيرزبيلس، أبرشية بريجوتسييمس، أبرشية كريشياني، أبرشية كوبولي، أبرشية لازدوليا، أبرشية تيلزا، أبرشية فيكتيلزا، أبرشية فيكسنا. |
| لاتفيا                               | بلدية سيبلا                          | أبرشية بلونتي، أبرشية سيبلا، أبرشية ليدومنييكي، أبرشية بوشموتسوفا، أبرشية زفيرغزديني. |
| لاتفيا                               | بلدية داغدا                          | أبرشية بيرزيني، أبرشية إزرنييكي، أبرشية كيبوفا، أبرشية سفاريني، أبرشية شكياونيه. |
| لاتفيا                               | بلدية كارسافا                        | أبرشية غوليشيفا، مدينة كارسافا، أبرشية مالنفا، أبرشية ميردزيني، أبرشية ميزفيدي، أبرشية سالنفا. |
| لاتفيا                               | بلدية لودزا                          | أبرشية بريجي، أبرشية سيرما، أبرشية إيسناودا، أبرشية إسترا، مدينة لودزا، أبرشية نيرزا، أبرشية نيوكشي، أبرشية بيلدا، أبرشية بوريني، أبرشية رونديني. |
| لاتفيا                               | بلدية ريزيكنه                        | أبرشية بيرزغالي، أبرشية دريتساني، أبرشية غايغالافا، أبرشية إيلزيسكالنس، أبرشية ليندزي، أبرشية ناوتريني، أبرشية ستروجان . |
| لاتفيا                               | بلدية روغاجي                         | أبرشية لازدوكالنس، أبرشية روغاجي. |
| لاتفيا                               | بلدية فيلياكا                        | أبرشية كوبرافا، أبرشية ميدنيفا، أبرشية سوسايي، أبرشية شكيلبيني، أبرشية فيكومي، مدينة فيلياكا، أبرشية جيغوري. |
| لاتفيا                               | بلدية زيلوبه                         | أبرشية لاوديري، أبرشية باسيني، أبرشية زاليسيي، مدينة زيلوبه. |
| روسيا                                | أوبلاست بسكوف                        | - منطقة كراسنوجورودسكي: كراسنوجورودسك، فولست بوغرانيشنايا، فولست كراسنوجورودسكايا، فولست بارتيزانسكايا. - منطقة أوبوشتسكي: فولست فاريغينسكايا، فولست ماكوشينسكايا، فولست بريغورودنايا. - منطقة أوستروفسكي: أوستروف، فولست بيريجانسكايا، فولست غوراييسكايا. - منطقة بالكينسكي: بالكينو، فولست كاتشانوفكايا، فولست رودونسكايا، فولست بالكينايا، فولست نوفووسيتوفسكايا، فولست فاسيليفكايا، فولست تشيرسكايا. - منطقة بيتشورسكي: بيتشوري، فولست لافروفسكايا، فولست كروبسكايا، فولست نوفويزبورسكيا، فولست إيزبورسكايا، فولست بانيكوفسكايا. - منطقة بيتالوفيسكي: بيتالوفو، فولست غافروفسكايا، فولست لينوفيسكايا، فولست نوسوفسكايا، فولست سكاليـنسكايا، فولست فيشغورودسكايا، فولست تولينسكايا، فولست أوترونيسكايا. - منطقة سيبـيـجسكي: سيبـيـج، سوسنوفي بور، فولست سيبـيـجسكايا، فولست موستيشينسكايا. |

#### الزيارات المعفاة من التأشيرة إلى المناطق الحدودية من قبل سكان كازاخستان
يمكن لسكان المناطق الحدودية في  كازاخستان الذين يزورون أراضي المناطق الحدودية في روسيا لمدة تصل إلى ثلاثة أيام دخول روسيا عبر نقاط التفتيش التي تم تركيبها خصيصاً لسكان المناطق الحدودية.

#### الزيارات المعفاة من التأشيرة إلى المناطق الحدودية من قبل سكان النرويج
- النرويج - 15 يوماً لحاملي تصاريح المرور الحدودي[79]

يمكن لسكان المناطق الحدودية في النرويج الذين يحملون تصريح المرور المحلي زيارة المناطق الحدودية في روسيا بدون تأشيرة. وابتداءً من 4 مارس 2017، دخل البروتوكول المتعلق بتعديل الاتفاق الحالي حيز التنفيذ – حيث حصل سكان منطقة نايدن على الحق في الحصول على تصريح مرور محلي.
| الإقليم المشمول بالاتفاق مع النرويج | الإقليم المشمول بالاتفاق مع النرويج                                                                              |
| ----------------------------------- | --- |
| النرويج                             | مقاطعة فينمارك: بلدية سور-فارانغر، ضمن نطاق 30 كم من الحدود + منطقة قرية نايدن.                                  |
| روسيا                               | مقاطعة بيتشينغسكي: بلدية كورزونوفو، بلدية زابوليارني وأراضي بلدية بيتشينغا وبلدية نيكل ضمن نطاق 30 كم من الحدود. |

#### الزيارات المعفاة من التأشيرة إلى المناطق الحدودية من قبل سكان بولندا
- بولندا - 30 يوماً، بحد أقصى إجمالي للإقامة 90 يوماً خلال فترة 180 يوماً لحاملي تصاريح المرور الحدودي[82][83]

ابتداءً من 27 يوليو 2012، يمكن لسكان المناطق الحدودية في بولندا الذين لديهم تصريح مرور محلي زيارة مقاطعة كالينينغراد بدون تأشيرة. وقد تم تعليق الاتفاق إلى أجل غير مسمى من قبل بولندا ابتداءً من 4 يوليو 2016.
| الإقليم المشمول بالاتفاق مع بولندا | الإقليم المشمول بالاتفاق مع بولندا | الإقليم المشمول بالاتفاق مع بولندا |
| ---------------------------------- | ---------------------------------- | --- |
| بولندا                             | محافظة بوميرانيا                   | المدن: غدانسك، غدينيا، سوبوت. مقاطعة غدانسك، مقاطعة مالبورك، مقاطعة نوفي دفور غدانسكي، مقاطعة بوتسك. |
| بولندا                             | محافظة فارميان-ماسوريان            | المدن: إلبينغ، أولشتين. مقاطعة بارتوشيتسه، مقاطعة برانيفو، مقاطعة إلبينغ، مقاطعة غيجيتسكو، مقاطعة غولداب، مقاطعة كينتشن، مقاطعة ليدزبارك، مقاطعة مرونغوفو، مقاطعة أوليتسكو، مقاطعة أولشتين، مقاطعة وينغورزوو. |
| روسيا                              | مقاطعة كالينينغراد                 | |

#### أفراد الطاقم
لا يُطلَب الحصول على تأشيرة لأفراد طواقم شركات الطيران، وطواقم السفن البحرية، وطواقم السفن النهرية، وطواقم القطارات، التي لديها اتفاقية ثنائية مع الحكومة الروسية تُعفي أفراد الطاقم من متطلبات التأشيرة.
يُمكن لمواطني الدول التالية زيارة روسيا من دون تأشيرة إذا كانوا يسافرون كجزء من طاقم شركة طيران:
أفغانستان،
الجزائر،
النمسا،
بلجيكا،
بلغاريا،
كندا،
الصين،
كرواتيا،
قبرص،
جمهورية التشيك،
الدنمارك،
مصر،
إثيوبيا،
فنلندا،
فرنسا،
ألمانيا،
اليونان،
آيسلندا،
الهند،
العراق،
إيطاليا،
اليابان،
الأردن،
لاتفيا،
لبنان،
ليبيا،
ليتوانيا،
لوكسمبورغ،
مالطا،
هولندا،
كوريا الشمالية،
مقدونيا الشمالية،
النرويج،
عُمان،
بولندا،
البرتغال،
قطر،
رومانيا،
سنغافورة،
إسبانيا،
سريلانكا،
السويد،
سويسرا،
تركمانستان،
الإمارات العربية المتحدة،
المملكة المتحدة،
فيتنام.

أصدرت الحكومة الروسية تعليماتها لوزارة الخارجية بتوقيع اتفاق مع جورجيا، ومع تونس.
يمكن لمواطني الدول التالية زيارة روسيا من دون تأشيرة إذا كانوا يسافرون ضمن طاقم بحري: بلغاريا،
الصين،1
كرواتيا،
قبرص،
جمهورية الكونغو الديمقراطية،
مصر،
فرنسا،
إيران،
العراق،
ليتوانيا،
كوريا الشمالية،
بولندا،
تونس،
تركيا
 تركمانستان،
فيتنام.
يمكن لمواطني الدول التالية زيارة روسيا من دون تأشيرة إذا كانوا يسافرون ضمن طاقم قطارات:
الصين، كوريا الشمالية،
تركمانستان.

### العبور دون تأشيرة
العبور الجوي المباشر
المسافرون عبر المطارات الدولية لا يحتاجون إلى تأشيرة لعبور يستغرق أقل من 24 ساعة في معظم الحالات، شريطة أن يكون لديهم تذكرة مؤكدة لمواصلة الرحلة وأن يبقوا في منطقة العبور الدولية (دون اجتياز نقطة فحص الجوازات المعتادة).
المطارات الروسية الدولية التالية لا تحتوي على مناطق عبور دولية، مما يعني أن الحصول على تأشيرة عبور ضروري لتبديل الطائرات:
| - مطار إيركوتسك (IKT) - مطار خاباروفسك (KHV) - مطار كراسنودار (KRR) - مطار مينيرالني فودي (MRV) | - مطار روستوف (ROV) - مطار سوتشي (AER) - مطار يوجنو-سخالينسك (UUS) - مطار جوكوفسكي (ZIA) |  |

#### قناة سايما
وفقًا لمعاهدة بين روسيا وفنلندا، ورغم وجود نقاط فحص الجوازات على الحدود، فإن التأشيرة غير مطلوبة لمجرد المرور عبر الجزء الروسي من قناة سايما دون مغادرة السفينة.

#### طريق فَرِسكا–أوليتينا
يمر الطريق من فَرِسكا إلى أوليتينا في إستونيا، والذي كان تقليديًا الطريق الوحيد المؤدي إلى منطقة أوليتينا، عبر الأراضي الروسية لمسافة كيلومتر واحد (0.6 ميل) من طوله، وهي منطقة تُعرف باسم حذاء ساتسه. هذا الطريق لا توجد به نقطة فحص حدودية، ولا يوجد اتصال بأي طريق آخر داخل روسيا. لا يُسمح بالتوقف أو السير على الأقدام على طول الطريق. هذه المنطقة جزء من روسيا لكنها في الواقع جزء فعلي من منطقة شنغن.

## حاملو جوازات السفر غير العادية
بموجب اتفاقيات المعاملة بالمثل، يجوز لحاملي جوازات السفر الدبلوماسية أو فئات مختلفة من جوازات الخدمة (القنصلية، الرسمية، الخدمية، الخاصة) من البلدان والأقاليم التالية دخول روسيا والبقاء فيها دون تأشيرة للفترة التالية:

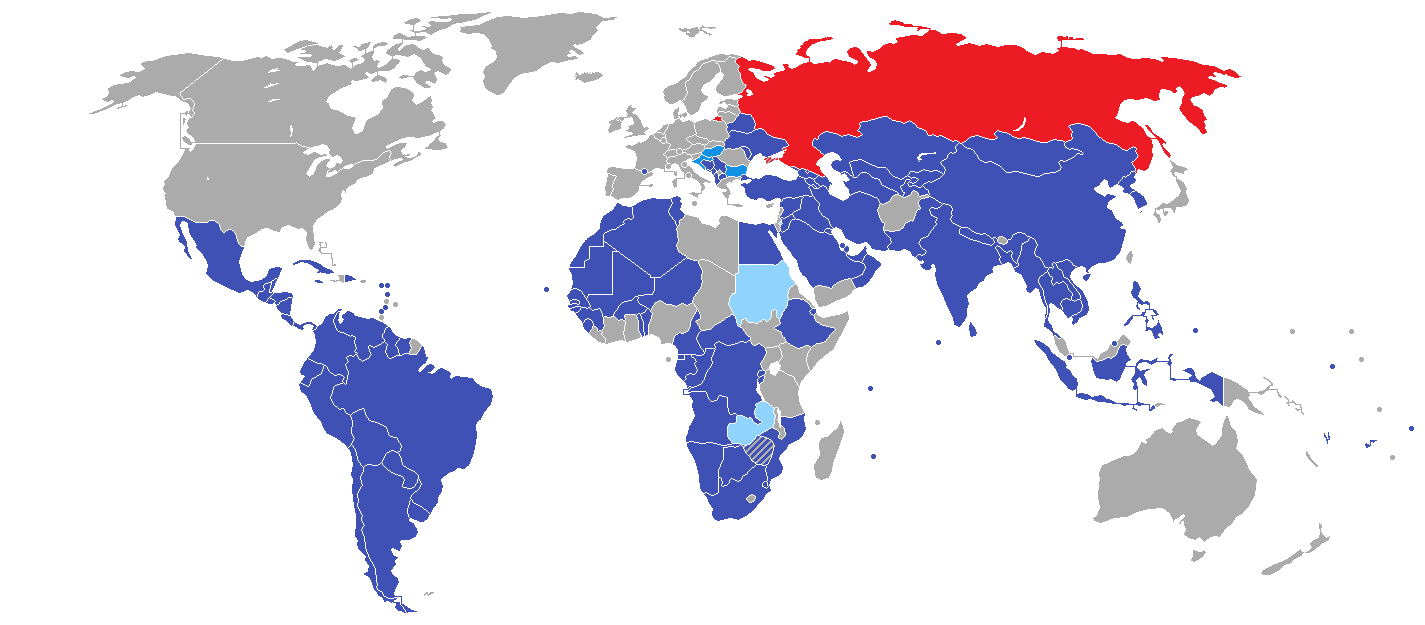
روسيا
لا تُطلب تأشيرة لحاملي جوازات السفر الدبلوماسية أو الرسمية أو الخدمية
لا تُطلب تأشيرة لحاملي جوازات السفر الرسمية
لا تُطلب تأشيرة لحاملي جوازات السفر الدبلوماسية

| - روسيا البيضاءد خ | - أوسيتيا الجنوبيةد خ |  |

| - الأرجنتيند ر خ | - بوليفياد ر خ | - كوستاريكاد خ |  |

| - أبخازياد خ - ألبانياد خ - الجزائر2 د خ - أندورا1 د - أنغولاد خ - Template:بيانات بلد أنتيغوا وبربودا 2 د ر - أرمينيا2 د - أذربيجان2 د خ - البحرين2 د ر خـ - بليز2 د ر - بنيند خ - البوسنة والهرسكد خ - بوتسواناد خ - البرازيلد خ - بلغاريا2 ر - بوركينا فاسود خ - بوروندي2 د خ - الرأس الأخضرد خ - كمبوديا2 د خ - الكاميرون2 د خ - جمهورية أفريقيا الوسطى2 د خ - تشيليد ر - كولومبياد ر خ - جمهورية الكونغو الديمقراطية2 د خ - جمهورية الكونغود خ - كرواتيا2 ر | - كوبا2 د ر خ - جيبوتي2 د خ - دومينيكا2 د خ - جمهورية الدومينيكاند خ - الإكوادورد ر خـ - مصرد خ خـ - إلسالفادورد ر - غينيا الاستوائية2 د ر خ - إسواتيني2 د خ - إثيوبياد خ - فيجيد - الغابوند خ - غامبياد خ - جورجيا2 د خ - غرينادا2 د خ - غواتيمالاق د ر - غينياد خ - غينيا بيساود خ - غياناد - هندوراسد ر - المجر2 ر - الهندد ر خ - العراق2 د خ خـ - جامايكاد خ - الأردن2 د خ خـ - كازاخستان2 د خ | - الكويت2 د خ خـ - قرغيزستان1 د خ - المالديفد خ - ماليد خ - المكسيكد ر خ - مولدوفا2 د خ - الجبل الأسودد خ - المغربد خ - ميانمار3 د ر خ - ناميبيا2 د ر - نيبال3 د خ ر - نيكاراغواد ر خ - النيجر2 د خ - كوريا الشماليةد خ - مقدونيا الشماليةد خ - عُماند خ خـ - باكستاند خ - بالاود خ - فلسطين2 د - بنماق د ر خ خـ - باراغوايد خ - بيرود خ خـ - الفلبيند ر خ - قطر2 د خـ - رواندا2 د خ - سانت كيتس ونيفيس2 د ر | - سانت فينسنت والغرينادين2 د ر - السنغالد خ - صربياد خ - سيراليون2 د خ - سنغافورةد ر خ - جنوب أفريقياد ر خ - كوريا الجنوبيةد ر خ - السودان2 د - سورينام2 د خ - سورياد خ خـ - طاجيكستان2 د خ - تايلاندد خ - توغو2 د خ - تونس2 د خ خـ - تركياد - أوكرانيا2 د خ - الإمارات العربية المتحدة2 د خـ - أوروغوايد ر خ - أوزبكستان2 د خ - فانواتود خ - فنزويلاد خ - فيتنامد خ - زامبيا2 د - زيمبابوي2 4 د خ |  |

| - موريشيوس2 د خ | - سامواد ر |  |

| - بنغلاديشد ر خ - الصيند خ - إيراند خ | - لاوسد خ - منغوليا2 د خ - موزمبيقد خ | - سيشلد ر - سريلانكاد ر خ - تركيا2 خ خـ | - تركمانستاند خ |  |

| - برونايد ر خ | - إندونيسياد خ | - ناورود ر |  |

ق - جوازات السفر القنصلية

د - جوازات السفر الدبلوماسية

ر - جوازات السفر الرسمية

خ - جوازات السفر الخدمية

خـ - جوازات السفر الخاصة
1 – 90 يوماً خلال أي فترة من 365 يوماً.

2 – 90 يوماً خلال أي فترة من 180 يوماً.

3 - مع حق الدخول والخروج المتعدد.

4 - يسري فقط على موظفي المؤسسات الرسمية العاملة في أراضي الأطراف المتعاقدة وعائلاتهم.
حالياً، تم تعليق الإعفاء من التأشيرة لحاملي جوازات السفر الدبلوماسية لدول الاتحاد الأوروبي وآيسلندا وليختنشتاين والنرويج وسويسرا.
من بين مواطني الدول التي لا يُطلب من مواطنيها عادة الحصول على تأشيرة، يحتاج حاملو الجوازات الدبلوماسية أو الخدمية من إسرائيل إلى تأشيرة.

### التغييرات المستقبلية
وقعت روسيا اتفاقيات إعفاء من التأشيرات مع الدول التالية، لكنها لم تدخل حيز التنفيذ بعد:
| الدولة                    | الجوازات | الأيام                                                          |
| ------------------------- | -------- | --------------------------------------------------------------- |
| ولايات ميكرونيسيا المتحدة | الكل     | 30 يوماً                                                         |
| عُمان                      | عادية    | 30 يوماً، بحد أقصى إجمالي 90 يوماً خلال أي فترة سنة تقويمية واحدة |
| سان مارينو                | الكل     | 90 يوماً خلال أي فترة من 180 يوماً                                |

تدرس روسيا اتفاقيات إعفاء من التأشيرة أو تحسينات في سياسة التأشيرات مع الدول التالية:
- الصين - 21 يوماً للمجموعات السياحية من 3 إلى 50 شخصاً (اعتباراً من يونيو 2019)[129]
- ساحل العاج - 90 يوماً لجوازات السفر الدبلوماسية والخدمية (اعتباراً من أكتوبر 2020)[130]
- إريتريا - 90 يوماً خلال أي فترة من 180 يوماً لجوازات السفر الدبلوماسية والخدمية (اعتباراً من أغسطس 2019)[131]
- ساحل العاج - 90 يوماً لجوازات السفر الدبلوماسية والخدمية (اعتباراً من أكتوبر 2020)[132]
- إريتريا - 90 يوماً خلال أي فترة 180 يوماً لحاملي الجوازات الدبلوماسية والخدمية (اعتباراً من أغسطس 2019)[133]
- غانا - 90 يوماً خلال أي فترة 180 يوماً لحاملي الجوازات الدبلوماسية والخدمية (اعتباراً من أكتوبر 2019)[134]
- لبنان - 90 يوماً خلال أي فترة 180 يوماً لحاملي الجوازات الدبلوماسية والخدمية والخاصة (اعتباراً من يوليو 2020)[135]
- موريتانيا - 90 يوماً خلال أي فترة 180 يوماً لحاملي الجوازات الدبلوماسية والخدمية (اعتباراً من فبراير 2025)[136]
- سانت لوسيا - 90 يوماً خلال أي فترة 180 يوماً لجميع جوازات السفر (اعتباراً من يناير 2020)[137]

بالإضافة إلى ذلك، تجري روسيا حالياً محادثات مع دول الخليج ودول أخرى لإبرام اتفاقيات للإعفاء من التأشيرات.
| - باهاماس - البحرين - باربادوس - هايتي | - هونغ كونغأ - الهندم س - الأردن - الكويت | - ماليزيا - المكسيك - ميانمارب - السعودية | - ترينيداد وتوباغو - فيتنامم س - زامبيا - زيمبابوي |  |

أ - 30 يوماً لجميع جوازات السفر

ب - 30 يوماً لجوازات السفر العادية

م س - للمجموعات السياحية

## حاملو بطاقة السفر التجارية لآبيك
يجوز لحاملي بطاقة السفر التجارية لآبيك، وكذلك جوازات السفر الصادرة عن الأعضاء الكاملين في منظمة آبيك (المذكورين أدناه)، دخول روسيا دون تأشيرة لرحلات العمل لمدة تصل إلى 90 يوماً ضمن أي فترة قدرها 180 يوماً.
تُصدر بطاقات السفر التجارية لآبيك لمواطني:
| - أستراليا - بروناي - تشيلي - الصين - هونغ كونغ - إندونيسيا - اليابان - كوريا الجنوبية - ماليزيا | - المكسيك - نيوزيلندا - بابوا غينيا الجديدة - بيرو - الفلبين - سنغافورة - تايوان - تايلاند - فيتنام |  |

## المدن المغلقة
وفقاً لمرسوم الحكومة الصادر عام 1992، يُشترط الحصول على تصريح خاص لدخول 19 مدينة مغلقة في روسيا. ولا ينطبق هذا القيد على المواطنين الروس.
القائمة الكاملة لهذه المناطق:
- 1. جزء من إقليم كامتشاتكا.
- 2. أُلغيت
- 3. جزء من إقليم بريمورسكي.
- 4. جزء من إقليم كراسنويارسك.
- 5. جزء من مقاطعة أورينبورغ.
- 6. جزء من مقاطعة نيجني نوفغورود.
- 7. جزء من جمهورية موردوفيا.
- 8. أجزاء من مقاطعة مورمانسك وجمهورية كاريليا. يمكن المرور من وإلى النرويج عبر الطريق الرئيسي.
- 9. أجزاء من مقاطعة أرخانغيلسك (تشمل الجزء الجنوبي من جزيرة نوفايا زيمليا) وجمهورية كومي.
- 10. أجزاء من مقاطعة سفيردلوفسك.
- 11. أجزاء من مقاطعة تشيليابينسك.
- 12. في مقاطعة لينينغراد – جميع الجزر الروسية في خليج فنلندا، باستثناء غوغولاند، وشريط بطول 20 كم[convert: unknown unit] على طول الساحل الجنوبي لخليج فنلندا.
- 13. أجزاء من مقاطعة موسكو.
- 14. جزء من مقاطعة كالينينغراد، حوالي 15%.
- 15. جزء من مقاطعة فولغوغراد.
- 16. جزء من مقاطعة أستراخان.
- 17. المنطقة الذاتية الحكم تشوكوتكا، باستثناء منطقة بيليبينو.
- 18. جزء من المنطقة الذاتية الحكم يامالو-نينيتس.
- 19. جمهورية أوسيتيا الشمالية-ألانيا، وتشكل 45% من مساحتها. يمكن المرور إلى الحدود مع جورجيا وإلى الحدود مع أوسيتيا الجنوبية عبر الطرق الرئيسية. وقد فُتح وادي تسي للأجانب منذ عام 2012.

### شروط الدخول والإقامة لمواطني الاتحاد الاقتصادي الأوراسي ورابطة الدول المستقلة
تُطبَّق سياسة التأشيرات وسياسات الهجرة الأخرى لروسيا (بما في ذلك الرعاية الصحية وأوضاع أفراد الأسرة) أيضاً وفقاً لـترتيبات حقوق التنقل ضمن رابطة الدول المستقلة وقواعد السوق الموحدة للاتحاد الاقتصادي الأوراسي.
ولا تُطبَّق التغييرات والتشديدات في التشريعات الروسية في مجال الهجرة على من يحملون الجنسية الروسية من خلال الاتفاقيات الدولية بشأن ازدواج الجنسية، ولا على مواطني دول الاتحاد الاقتصادي الأوراسي، حيث تسري عليهم قواعد الاتحاد الاقتصادي الأوراسي.
في 29 نوفمبر 2024، اعتمدت رابطة الدول المستقلة مفهوماً محدثاً للتشكيل التدريجي لـسوق العمل الموحدة لرابطة الدول المستقلة (أرمينيا، بيلاروس، كازاخستان، قيرغيزستان، روسيا، طاجيكستان، أوزبكستان) وتنظيم الهجرة.

## تأشيرة السياحة العادية المبسطة
تُصدر الحكومة الروسية تأشيرات سياحية عامة لمدة تصل إلى 6 أشهر إلى 19 دولة، وذلك استنادًا إلى حجوزات الفنادق أو تأكيدات حجز أماكن إقامة أخرى. تتضمن هذه القائمة معلومات عن الفنادق والمنتجعات الجبلية والشواطئ.
| - البحرين - بروناي - كمبوديا - الصين - الفلبين | - الهند - إندونيسيا - إيران - الكويت - لاوس | - ماليزيا - المكسيك - ميانمار - كوريا الشمالية - عُمان | - السعودية - صربيا - تايلاند - تركيا |  |

## تأشيرة الخروج
تشترط روسيا على الأجنبي الذي يحتاج إلى تأشيرة عند الدخول أن يكون بحوزته تأشيرة سارية المفعول عند الخروج.
ولتلبية هذا الشرط الشكلي، قد يلزم أحيانًا إصدار تأشيرات خروج. وتشترط روسيا تأشيرة خروج إذا أقام الزائر مدة طويلة بعد تاريخ انتهاء تأشيرته. وعليه حينها أن يقوم بتمديد تأشيرته أو التقدّم بطلب للحصول على تأشيرة خروج، ولا يُسمح له بمغادرة البلاد حتى يُبرز تأشيرة سارية أو عذرًا مقبولًا لتجاوز مدة التأشيرة (مثل: تقرير من طبيب أو مستشفى يشرح حالة مرضية، أو رحلة طيران فائتة، أو تأشيرة مفقودة أو مسروقة). وفي بعض الحالات، يمكن لوزارة الخارجية إصدار شهادة «العودة إلى الوطن» صالحة لمدة 10 أيام من سفارة بلد الزائر الأصلي، مما يلغي الحاجة إلى تأشيرة خروج.
يحتاج المواطن الأجنبي الحاصل على تصريح إقامة مؤقت في روسيا إلى تأشيرة إقامة مؤقتة للسفر إلى الخارج (صالحة لكلّ من الخروج والعودة). ويُطلق عليها اصطلاحًا اسم «تأشيرة الخروج».

## إحصاءات الزوار والتأشيرات

### إحصاءات الزوار
وفقًا لـخدمة الحدود التابعة لجهاز الأمن الفيدرالي وهيئة الإحصاء الفيدرالية، فإن معظم الزوار الذين وصلوا إلى روسيا كانوا من الدول التالية من حيث الجنسية:
| 2019 | ▲ 32,866,265 |
| 2018 | ▲ 32,550,677 |
| 2017 | ▲ 32,035,443 |
| 2016 | ▼ 31,466,538 |
| 2015 | ▲ 33,729,187 |
| 2014 | ▲ 32,421,490 |
| 2013 | ▲ 30,792,091 |
| 2012 | ▲ 28,176,502 |
| 2011 | ▲ 24,932,061 |
| 2010 | ▲ 22,281,217 |
| 2009 | ▼ 21,338,650 |
| 2008 | ▲ 23,676,140 |
| 2007 | 22,908,625   |

إحصاءات الزوار 2024-2021
| كازاخستان     | 3,407,706 | 3,163,214 |
| أوزبكستان     | 3,360,423 | 3,109,445 |
| طاجيكستان     | 1,701,543 | 2,153,956 |
| الصين         | 1,695,873 | 794,387   |
| قرغيزستان     | 1,195,392 | 1,140,239 |
| أبخازيا       | 718,101   | 764,766   |
| أرمينيا       | 621,015   | 616,659   |
| أذربيجان      | 533,020   | 476,743   |
| روسيا البيضاء | 519,591   | 414,677   |
| منغوليا       | 367,451   | 311,479   |

| الجنسية          | الإجمالي (يشمل جميع أنواع أغراض الزيارة) | الإجمالي (يشمل جميع أنواع أغراض الزيارة) | الإجمالي (يشمل جميع أنواع أغراض الزيارة) | الإجمالي (يشمل جميع أنواع أغراض الزيارة) | الإجمالي (يشمل جميع أنواع أغراض الزيارة) |
| الجنسية          | 2020                                     | 2019                                     | 2018                                     | 2017                                     | 2016                                     |
| ---------------- | ---------------------------------------- | ---------------------------------------- | ---------------------------------------- | ---------------------------------------- | ---------------------------------------- |
| أوكرانيا         | ▼ 3,648,972                              | ▼ 8,646,295                              | ▼ 9,177,272                              | ▲ 9,817,008                              | ▼ 9,737,405                              |
| كازاخستان        | ▼ 1,426,727                              | ▲ 4,324,856                              | ▲ 4,241,244                              | ▼ 4,137,613                              | ▼ 4,686,059                              |
| أوزبكستان        | ▼ 720,041                                | ▲ 2,588,922                              | ▲ 2,354,642                              | ▲ 2,350,007                              | ▼ 2,116,480                              |
| أبخازيا          | ▼ 414,927                                | ▲ 600,399                                | ▲ 492,310                                | ▲ 436,368                                | ▼ 415,606                                |
| طاجيكستان        | ▼ 401,888                                | ▲ 1,557,148                              | ▼ 1,340,975                              | ▲ 1,350,356                              | ▲ 1,293,270                              |
| قرغيزستان        | ▼ 299,611                                | ▲ 959,130                                | ▲ 859,735                                | ▲ 836,946                                | ▼ 792,042                                |
| أذربيجان         | ▼ 269,807                                | ▲ 1,175,045                              | ▲ 1,145,327                              | ▼ 1,143,243                              | ▲ 1,156,703                              |
| أرمينيا          | ▼ 209,812                                | ▼ 816,454                                | ▼ 825,200                                | ▲ 857,212                                | ▼ 833,577                                |
| فنلندا           | ▼ 180,110                                | ▼ 938,693                                | ▼ 994,098                                | ▼ 1,063,348                              | ▼ 1,376,646                              |
| روسيا البيضاء    | ▼ 176,601                                | ▲ 440,438                                | ▲ 403,597                                | ▲ 382,022                                | ▼ 320,372                                |
| الصين            | ▼ 155,594                                | ▲ 2,257,039                              | ▲ 2,030,319                              | ▲ 1,780,200                              | ▲ 1,565,524                              |
| مولدوفا          | ▼ 154,766                                | ▼ 614,043                                | ▼ 698,027                                | ▲ 803,916                                | ▼ 699,112                                |
| الفلبين          | ▼ 133,414                                | ▲ 193,031                                | ▲ 179,672                                | ▲ 172,278                                | ▼ 160,734                                |
| بولندا           | ▼ 133,014                                | ▼ 680,382                                | ▼ 728,546                                | ▼ 765,544                                | ▼ 1,056,013                              |
| تركيا            | ▼ 132,372                                | ▼ 187,612                                | ▲ 196,061                                | ▲ 181,285                                | ▼ 120,035                                |
| إستونيا          | ▼ 105,584                                | ▲ 540,062                                | ▲ 496,582                                | ▼ 432,803                                | ▲ 433,926                                |
| لاتفيا           | ▼ 93,865                                 | ▲ 365,783                                | ▲ 355,641                                | ▼ 330,266                                | ▲ 360,603                                |
| عديمو الجنسية    | ▼ 74,215                                 | ▼ 303,851                                | ▲ 327,613                                | ▼ 318,393                                | ▼ 321,383                                |
| أوسيتيا الجنوبية | ▼ 70,470                                 | ▲ 147,355                                | ▲ 143,501                                | ▲ 137,427                                | ▼ 115,382                                |
| ألمانيا          | ▼ 69,456                                 | ▲ 744,473                                | ▲ 701,576                                | ▲ 629,082                                | ▲ 613,370                                |
| ليتوانيا         | ▼ 57,883                                 | ▲ 253,950                                | ▼ 243,190                                | ▼ 256,009                                | ▲ 281,168                                |
| منغوليا          | ▼ 56,625                                 | ▼ 394,994                                | ▼ 401,485                                | ▼ 416,293                                | ▲ 542,196                                |
| جورجيا           | ▼ 56,266                                 | ▼ 120,086                                | ▲ 123,732                                | ▲ 117,204                                | ▼ 65,378                                 |
| الهند            | ▼ 46,025                                 | ▲ 180,567                                | ▲ 159,865                                | ▲ 130,400                                | ▲ 108,498                                |
| كوريا الجنوبية   | ▼ 42,297                                 | ▲ 453,796                                | ▲ 386,413                                | ▲ 276,560                                | ▲ 181,024                                |
| فرنسا            | ▼ 38,391                                 | ▲ 249,410                                | ▲ 236,583                                | ▲ 211,673                                | ▲ 201,260                                |
| إسرائيل          | ▼ 32,402                                 | ▲ 260,472                                | ▲ 228,530                                | ▲ 185,426                                | ▲ 182,438                                |
| إيطاليا          | ▼ 28,432                                 | ▲ 251,751                                | ▲ 225,776                                | ▼ 206,860                                | ▲ 208,689                                |
| صربيا            | ▼ 26,731                                 | ▼ 84,852                                 | ▲ 96,730                                 | ▲ 87,899                                 | ▲ 79,575                                 |
| المملكة المتحدة  | ▼ 22,471                                 | ▼ 194,956                                | ▲ 216,029                                | ▲ 193,522                                | ▼ 190,278                                |
| تركمانستان       | ▼ 21,680                                 | ▲ 92,616                                 | ▲ 82,675                                 | ▲ 65,749                                 | ▲ 56,258                                 |
| فيتنام           | ▼ 19,477                                 | ▲ 90,565                                 | ▲ 84,612                                 | ▲ 77,391                                 | ▲ 66,939                                 |
| الولايات المتحدة | ▼ 19,306                                 | ▼ 300,933                                | ▲ 337,395                                | ▲ 293,011                                | ▲ 248,990                                |
| اليابان          | ▼ 16,048                                 | ▲ 127,696                                | ▲ 119,240                                | ▲ 114,207                                | ▲ 95,675                                 |
| هولندا           | ▼ 14,663                                 | ▲ 84,651                                 | ▲ 80,540                                 | ▲ 73,729                                 | ▲ 68,017                                 |
| مصر              | ▼ 13,481                                 | ▼ 28,039                                 | ▲ 39,402                                 |                                          |                                          |
| إيران            | ▼ 12,725                                 | ▼ 54,469                                 | ▼ 61,007                                 | ▲ 91,862                                 | ▲ 75,203                                 |
| تايلاند          | ▼ 12,183                                 | ▲ 72,031                                 | ▲ 64,898                                 | ▲ 52,697                                 | ▲ 32,222                                 |
| اليونان          | ▼ 11,732                                 | ▲ 44,784                                 | ▲ 42,967                                 | ▼ 41,205                                 | ▲ 46,730                                 |
| بلغاريا          | ▼ 10,255                                 | ▲ 41,083                                 | ▲ 40,836                                 | ▼ 39,191                                 | ▲ 41,290                                 |
| النمسا           | ▼ 9,977                                  | ▲ 67,429                                 | ▲ 64,500                                 | ▲ 59,501                                 | ▼ 56,663                                 |
| جمهورية التشيك   | ▼ 9,874                                  | ▲ 57,835                                 | ▲ 53,739                                 | ▲ 49,232                                 | ▲ 47,288                                 |
| إندونيسيا        | ▼ 9,671                                  | ▲ 40,284                                 | ▲ 31,695                                 | ▲ 25,425                                 | ▲ 20,211                                 |
| إسبانيا          | ▼ 9,565                                  | ▲ 140,181                                | ▲ 123,652                                | ▲ 118,642                                | ▲ 116,032                                |
| رومانيا          | ▼ 9,335                                  | ▲ 32,779                                 | ▲ 29,920                                 | ▲ 26,330                                 | ▼ 23,684                                 |
| النرويج          | ▼ 8,506                                  | ▲ 52,022                                 | ▼ 51,003                                 | ▲ 53,197                                 | ▼ 46,631                                 |
| السويد           | ▼ 8,308                                  | ▼ 43,198                                 | ▲ 55,329                                 | ▼ 32,095                                 | ▼ 39,153                                 |
| بلجيكا           | ▼ 7,534                                  | ▼ 42,473                                 | ▲ 48,270                                 | ▲ 38,868                                 | ▲ 37,492                                 |
| كرواتيا          | ▼ 7,480                                  | ▼ 19,243                                 | ▲ 36,045                                 |                                          |                                          |
| سويسرا           | ▼ 7,407                                  | ▼ 55,747                                 | ▲ 59,828                                 | ▲ 53,167                                 | ▲ 52,656                                 |
| كوبا             | ▼ 6,631                                  | ▲ 29,169                                 | ▼ 27,882                                 | ▲ 30,711                                 | ▲ 26,667                                 |
| المجر            | ▼ 5,680                                  | ▲ 35,541                                 | ▲ 32,998                                 | ▲ 25,659                                 | ▲ 25,313                                 |
| الدنمارك         | ▼ 5,016                                  | 24,662                                   | ▲ 31,308                                 |                                          |                                          |
| الإجمالي         | ▼ غير متوفر                              | ▲ 32,866,265                             | ▲ 32,550,677                             | ▲ 32,035,443                             | ▼ 31,466,538                             |

| الجنسية             | الإجمالي (يشمل جميع أنواع أغراض الزيارات) | الإجمالي (يشمل جميع أنواع أغراض الزيارات) | الإجمالي (يشمل جميع أنواع أغراض الزيارات) | الإجمالي (يشمل جميع أنواع أغراض الزيارات) | الإجمالي (يشمل جميع أنواع أغراض الزيارات) | الإجمالي (يشمل جميع أنواع أغراض الزيارات) |
| الجنسية             | 2015                                      | 2014                                      | 2013                                      | 2012                                      | 2011                                      | 2010                                      |
| ------------------- | ----------------------------------------- | ----------------------------------------- | ----------------------------------------- | ----------------------------------------- | ----------------------------------------- | ----------------------------------------- |
| أوكرانيا            | ▲ 10,314,757                              | ▲ 9,842,990                               | ▲ 7,080,991                               | ▲ 6,502,543                               | ▲ 6,072,775                               | 4,198,030                                 |
| كازاخستان           | ▲ 5,180,246                               | ▲ 4,215,161                               | ▲ 3,848,899                               | ▲ 3,630,342                               | ▲ 3,049,406                               | 2,747,358                                 |
| أوزبكستان           | ▼ 2,163,256                               | ▼ 2,353,140                               | ▲ 2,967,444                               | ▲ 2,677,322                               | ▲ 2,086,359                               | 1,584,086                                 |
| بولندا              | ▼ 1,766,612                               | ▲ 1,823,143                               | ▲ 1,644,657                               | ▲ 1,190,003                               | ▲ 704,610                                 | 394,872                                   |
| فنلندا              | ▲ 1,476,412                               | ▲ 1,446,169                               | ▲ 1,388,036                               | ▲ 1,375,614                               | ▲ 1,211,520                               | 1,012,621                                 |
| الصين               | ▲ 1,353,051                               | ▲ 1,125,098                               | ▲ 1,071,515                               | ▲ 978,988                                 | ▲ 845,588                                 | 747,640                                   |
| طاجيكستان           | ▼ 1,200,972                               | ▼ 1,202,260                               | ▲ 1,348,868                               | ▲ 1,134,150                               | ▲ 955,455                                 | 830,160                                   |
| أذربيجان            | ▲ 1,071,324                               | ▼ 1,021,204                               | ▲ 1,196,759                               | ▲ 1,116,238                               | ▲ 1,045,525                               | 979,778                                   |
| أرمينيا             | ▲ 850,137                                 | ▼ 794,098                                 | ▲ 882,864                                 | ▲ 700,332                                 | ▲ 550,349                                 | 459,040                                   |
| قرغيزستان           | ▲ 842,396                                 | ▼ 725,664                                 | ▲ 763,418                                 | ▲ 623,970                                 | ▲ 592,960                                 | 552,909                                   |
| مولدوفا             | ▼ 770,965                                 | ▼ 923,625                                 | ▲ 1,374,690                               | ▲ 1,194,291                               | ▲ 1,073,637                               | 988,084                                   |
| ألمانيا             | ▼ 595,200                                 | ▼ 635,153                                 | ▲ 686,557                                 | ▲ 671,676                                 | ▲ 629,391                                 | 611,367                                   |
| منغوليا             | ▲ 505,429                                 | ▼ 225,972                                 | ▼ 226,673                                 | ▲ 365,236                                 | ▲ 212,117                                 | 157,367                                   |
| روسيا البيضاء       | ▼ 424,531                                 | ▲ 495,999                                 | ▲ 418,207                                 | ▲ 372,942                                 | ▲ 267,233                                 | 259,191                                   |
| أبخازيا             | ▲ 422,130                                 | ▲ 362,811                                 | ▲ 293,429                                 | ▲ 273,964                                 | ▲ 202,440                                 | 52,289                                    |
| إستونيا             | ▲ 382,031                                 | ▼ 363,942                                 | ▼ 430,164                                 | ▼ 494,282                                 | ▲ 519,402                                 | 474,949                                   |
| لاتفيا              | ▼ 348,338                                 | ▼ 374,701                                 | ▼ 391,304                                 | ▼ 461,162                                 | ▲ 571,374                                 | 569,300                                   |
| أشخاص عديمو الجنسية | ▼ 326,841                                 | ▼ 349,400                                 | ▼ 463,640                                 | ▼ 523,333                                 | ▼ 618,705                                 | 679,757                                   |
| تركيا               | ▼ 323,039                                 | ▼ 361,416                                 | ▲ 385,147                                 | ▲ 305,429                                 | ▲ 249,109                                 | 196,704                                   |
| ليتوانيا            | ▼ 270,600                                 | ▼ 487,206                                 | ▼ 539,308                                 | ▼ 553,896                                 | ▼ 622,740                                 | 760,728                                   |
| الولايات المتحدة    | ▼ 242,104                                 | ▼ 257,070                                 | ▲ 305,954                                 | ▲ 286,551                                 | ▲ 275,239                                 | 262,060                                   |
| إيطاليا             | ▼ 204,710                                 | ▼ 219,976                                 | ▲ 225,933                                 | ▲ 212,411                                 | ▲ 207,476                                 | 198,002                                   |
| فرنسا               | ▼ 191,643                                 | ▼ 219,210                                 | ▲ 225,860                                 | ▲ 225,343                                 | ▲ 213,473                                 | 194,248                                   |
| إسرائيل             | ▲ 165,003                                 | ▲ 152,853                                 | ▲ 136,827                                 | ▲ 123,974                                 | ▲ 114,380                                 | 100,291                                   |
| الفلبين             | ▲ 163,010                                 | ▲ 162,990                                 | ▲ 149,213                                 | ▲ 130,541                                 | ▲ 99,405                                  | 81,385                                    |
| كوريا الجنوبية      | ▲ 153,189                                 | ▲ 135,676                                 | ▲ 107,942                                 | ▲ 94,922                                  | ▲ 91,335                                  | 90,622                                    |
| أوسيتيا الجنوبية    | ▲ 125,444                                 | ▲ 117,283                                 | ▲ 94,159                                  | ▲ 73,863                                  | ▲ 47,739                                  | 33,409                                    |
| إسبانيا             | ▲ 110,247                                 | ▼ 100,206                                 | ▲ 109,089                                 | ▼ 101,536                                 | ▲ 129,730                                 | 110,601                                   |
| الهند               | ▲ 95,527                                  | ▼ 94,259                                  | ▲ 95,542                                  | ▲ 80,127                                  | ▲ 60,191                                  | 53,364                                    |
| اليابان             | ▼ 93,550                                  | ▲ 105,220                                 | ▲ 102,408                                 | ▲ 86,806                                  | ▼ 76,204                                  | 78,188                                    |
| صربيا               | ▼ 79,406                                  | ▼ 87,048                                  | ▲ 107,601                                 | ▲ 70,371                                  | ▲ 57,177                                  | 47,939                                    |
| جورجيا              | ▲ 69,095                                  | ▲ 58,264                                  | ▲ 48,440                                  | ▲ 35,511                                  | ▲ 30,415                                  | 24,568                                    |
| هولندا              | ▼ 63,469                                  | ▼ 80,543                                  | ▲ 86,402                                  | ▼ 81,212                                  | ▲ 87,549                                  | 80,720                                    |
| فيتنام              | ▼ 60,882                                  | ▼ 75,840                                  | ▲ 81,073                                  | ▲ 62,961                                  | ▲ 53,529                                  | 50,823                                    |
| النمسا              | ▼ 57,242                                  | ▼ 67,392                                  | ▲ 74,277                                  | ▲ 71,863                                  | ▲ 70,388                                  | 67,606                                    |
| تركمانستان          | ▲ 51,170                                  | ▲ 47,002                                  | ▼ 40,238                                  | ▲ 43,720                                  | ▲ 39,579                                  | 35,017                                    |
| النرويج             | ▼ 49,535                                  | ▲ 57,423                                  | ▲ 54,433                                  | ▲ 50,115                                  | ▲ 48,614                                  | 45,340                                    |
| إيران               | ▲ 46,760                                  | ▲ 29,743                                  | ▼ 20,657                                  | ▲ 23,085                                  | ▲ 21,575                                  | 20,576                                    |
| جمهورية التشيك      | ▼ 46,432                                  | ▼ 68,875                                  | ▲ 76,530                                  | ▲ 62,980                                  | ▲ 46,776                                  | 40,565                                    |
| سويسرا              | ▼ 46,200                                  | ▼ 50,838                                  | ▲ 54,898                                  | ▲ 52,852                                  | ▲ 47,978                                  | 44,964                                    |
| كندا                | ▼ 43,663                                  | ▼ 53,370                                  | ▲ 61,234                                  | ▲ 54,730                                  | ▲ 52,238                                  | 48,559                                    |
| اليونان             | ▼ 41,210                                  | ▼ 46,450                                  | ▲ 48,280                                  | ▲ 36,474                                  | ▲ 33,569                                  | 33,396                                    |
| السويد              | ▼ 40,424                                  | ▼ 49,908                                  | ▲ 53,340                                  | ▼ 58,900                                  | ▲ 60,840                                  | 54,253                                    |
| أستراليا            | ▼ 39,613                                  | ▼ 46,072                                  | ▲ 46,861                                  | ▲ 43,105                                  | ▲ 34,868                                  | 30,583                                    |
| بلغاريا             | ▼ 37,035                                  | ▼ 42,230                                  | ▲ 47,154                                  | ▲ 45,312                                  | ▲ 42,031                                  | 38,446                                    |
| البرازيل            | ▲ 35,531                                  | ▼ 33,301                                  | ▲ 37,386                                  | ▲ 33,647                                  | ▲ 29,840                                  | 21,950                                    |
| بلجيكا              | ▼ 33,714                                  | ▼ 37,441                                  | ▲ 40,316                                  | ▲ 37,025                                  | ▲ 36,430                                  | 33,571                                    |
| تايلاند             | ▲ 29,482                                  | ▲ 25,585                                  | ▲ 23,919                                  | ▲ 19,375                                  | ▲ 17,023                                  | 15,192                                    |
| رومانيا             | ▼ 25,970                                  | ▼ 28,391                                  | ▲ 30,886                                  | ▲ 24,792                                  | ▲ 21,993                                  | 17,884                                    |
| المجر               | ▼ 24,849                                  | ▲ 28,421                                  | ▲ 27,155                                  | ▼ 23,047                                  | ▲ 23,241                                  | 20,736                                    |
| المكسيك             | ▲ 22,922                                  | ▼ 18,223                                  | ▲ 21,527                                  | ▼ 16,431                                  | ▲ 16,759                                  | 13,767                                    |
| كوريا الشمالية      | ▼ 20,893                                  | ▲ 23,902                                  | ▲ 23,604                                  | ▲ 22,071                                  | ▼ 18,901                                  | 21,167                                    |
| سلوفاكيا            | ▼ 19,876                                  | ▼ 24,962                                  | ▲ 27,554                                  | ▲ 24,161                                  | ▲ 20,445                                  | 18,512                                    |
| إندونيسيا           | ▼ 18,100                                  | ▼ 20,330                                  | ▲ 21,088                                  | ▲ 18,572                                  | ▲ 18,313                                  | 14,448                                    |
| الأرجنتين           | ▲ 17,322                                  | ▼ 13,614                                  | ▲ 15,944                                  | ▲ 13,976                                  | ▲ 12,316                                  | 9,044                                     |
| البرتغال            | ▲ 15,475                                  | ▲ 15,181                                  | ▼ 14,952                                  | ▼ 15,398                                  | ▼ 15,814                                  | 18,434                                    |
| كوبا                | ▲ 12,349                                  | ▲ 11,609                                  | ▲ 9,625                                   | ▲ 5,293                                   | ▲ 4,099                                   | 4,053                                     |
| الإجمالي            | ▲ 33,729,187                              | ▲ 32,421,490                              | ▲ 30,792,091                              | ▲ 28,176,502                              | ▲ 24,932,016                              | ▲ 22,281,217                              |

### إحصاءات التأشيرات
تم إصدار معظم التأشيرات الإلكترونية لمواطني الدول التالية (أعلى 10):
| الدولة   | 2024    | 2023    |
| -------- | ------- | ------- |
| الصين    | 311,839 | 86,619  |
| السعودية | 63,218  | 8,915   |
| ألمانيا  | 52,425  | 11,335  |
| تركيا    | 42,202  | 9,865   |
| الهند    | 32,145  | 9,456   |
| إستونيا  | 25,404  | 13,318  |
| لاتفيا   | 19,410  | 5,137   |
| الكويت   | 16,982  | 3,924   |
| إيران    | 16,973  | 3,276   |
| ليتوانيا | 10,121  | 3,107   |
| الإجمالي | 670,947 | 170,104 |

تم إصدار معظم التأشيرات في الدول التالية:
| الدولة           | عدد التأشيرات الصادرة في | عدد التأشيرات الصادرة في | عدد التأشيرات الصادرة في | عدد التأشيرات الصادرة في | عدد التأشيرات الصادرة في | عدد التأشيرات الصادرة في |
| الدولة           | 2020                     | 2019                     | 2018                     | 2017                     | 2016                     | 2015                     |
| ---------------- | ------------------------ | ------------------------ | ------------------------ | ------------------------ | ------------------------ | ------------------------ |
| ألمانيا          | 58,953                   | 410,780                  | 360,582                  | 336,423                  | 324,959                  | 299,791                  |
| الصين            | 41,280                   | 453,338                  | 406,831                  | 371,489                  | 339,030                  | 357,040                  |
| تركيا            | 34,162                   | 83,169                   | 81,177                   | 79,898                   | 45,209                   | 33,698                   |
| فرنسا            | 27,059                   | 172,870                  | 146,491                  | 145,576                  | 131,229                  | 119,314                  |
| المملكة المتحدة  | 20,770                   | 92,573                   | 88,290                   | 96,246                   | 93,169                   | 87,863                   |
| إيطاليا          | 18,272                   | 162,529                  | 139,797                  | 129,124                  | 129,038                  | 117,123                  |
| الولايات المتحدة | 16,736                   | 106,250                  | 98,936                   | 95,630                   | 94,682                   | 85,974                   |
| فنلندا           | 14,271                   | 110,480                  | 105,157                  | 108,792                  | 116,462                  | 112,655                  |
| لاتفيا           | 11,295                   | 78,727                   | 79,082                   | 74,382                   | 77,574                   | 70,328                   |
| بولندا           | 10,535                   | 67,666                   | 62,840                   | 59,187                   | 54,885                   | 43,038                   |
| الإجمالي         | 452,161                  | 3,090,538                | 2,758,893                | 2,687,146                | 2,505,457                | 2,283,850                |